# Ciudad del Carmen
Ciudad del Carmen är en ort i sydöstra Mexiko och är belägen på Carmenön vid Mexikanska golfen, och är huvudort för kommunen Carmen i delstaten Campeche. Centralorten har cirka 180 000 invånare, med cirka 240 000 invånare i hela kommunen (2013).

## Orter
De folkrikaste orterna i kommunen 2013 var:
1. Ciudad del Carmen, 181 587 invånare
2. Sabancuy, 8 160 invånare
3. Isla Aguada, 7 311 invånare
4. Nuevo Progreso, 5 144 invånare
5. San Antonio Cárdenas, 4 909 invånare